# Nitchaon Jindapol
Nitchaon Jindapol (Thai: ณิชชาอร จินดาพล; * 31. März 1991) ist eine thailändische Badmintonspielerin. 

## Karriere
Nitchaon Jindapol gewann 2010 die Dameneinzelkonkurrenz bei den Laos International. Im gleichen Jahr wurde sie bei den Asienspielen Zweite mit dem thailändischen Damenteam. Bei der Sommer-Universiade 2011 gewann sie Bronze mit der Mannschaft.

## Sportliche Erfolge
| Saison | Veranstaltung      | Disziplin   | Platz | Name              |
| ------ | ------------------ | ----------- | ----- | ----------------- |
| 2010   | Laos International | Dameneinzel | 1     | Nitchaon Jindapol |
| 2010   | Asienspiele        | Damenteam   | 2     | Thailand          |
| 2011   | Universiade        | Team        | 3     | Thailand          |